# NGC 2054
NGC 2054 је четворострука звезда у сазвежђу Орион која се налази на NGC листи објеката дубоког неба.
Деклинација објекта је - 10° 4' 58" а ректасцензија 5h 45m 15,6s. Привидна величина (магнитуда) објекта NGC 2054 износи 12,2.